# Kozia Przełęcz
Die Kozia Przełęcz (dt. „Ziegenpass“ oder „Koziascharte“) ist ein Gebirgspass im Süden der polnischen Woiwodschaft Kleinpolen in der Hohen Tatra. Der Pass liegt auf der Grenze der Gemeinden Zakopane und Bukowina Tatrzańska auf dem Ostgrat des Massivs der Seealmspitze und verbindet das Tal Dolina Kozia mit dem Tal Dolina Pusta. Der Pass ist 2137 m ü.N.N. hoch und grenzt an die Gipfel Ödkarturm (Zamarła Turnia) sowie Gemsenbastei (Kozie Czuby). 

## Tourismus
▬  Über den Pass führt der rot markierte Höhenweg Orla Perć.
▬  Über den Pass führt ein gelb markierter Wanderweg vom Fünfseental ins Seealmtal.

## Erstbesteigung
Er wurde um 1860 von Szymon Tatar zum ersten Mal urkundlich nachweisbar bestiegen.